# تپه تصفیه خانه ۸
تپه تصفیه خانهٔ ۸ مربوط به دوران پارینه‌سنگی جدید است و در شهرستان کرمانشاه، بخش مرکزی، دهستان قره سو، ۲ کیلومتری جنوب غرب روستای ده سواران واقع شده و این اثر در تاریخ ۲۶ اسفند ۱۳۸۷ با شمارهٔ ثبت ۲۵۵۳۷ به‌عنوان یکی از آثار ملی ایران به ثبت رسیده است.